# 西方寺 (佐久市)
西方寺（さいほうじ）は、長野県佐久市跡部にある浄土宗の寺院。山号は跡部山、本尊は阿弥陀如来。

## 概要
元和3年(1617年)に法誉恵貞上人によって開山した。寺紋は小諸藩主仙石氏の「桐に永楽銭」。国の重要無形民俗文化財跡部の踊り念仏が、毎年4月の第1日曜日に本堂の中に「道場」が組まれて行われている。かつては境内にある観音堂前の野外で行われていた。